# Christoph Pelargus

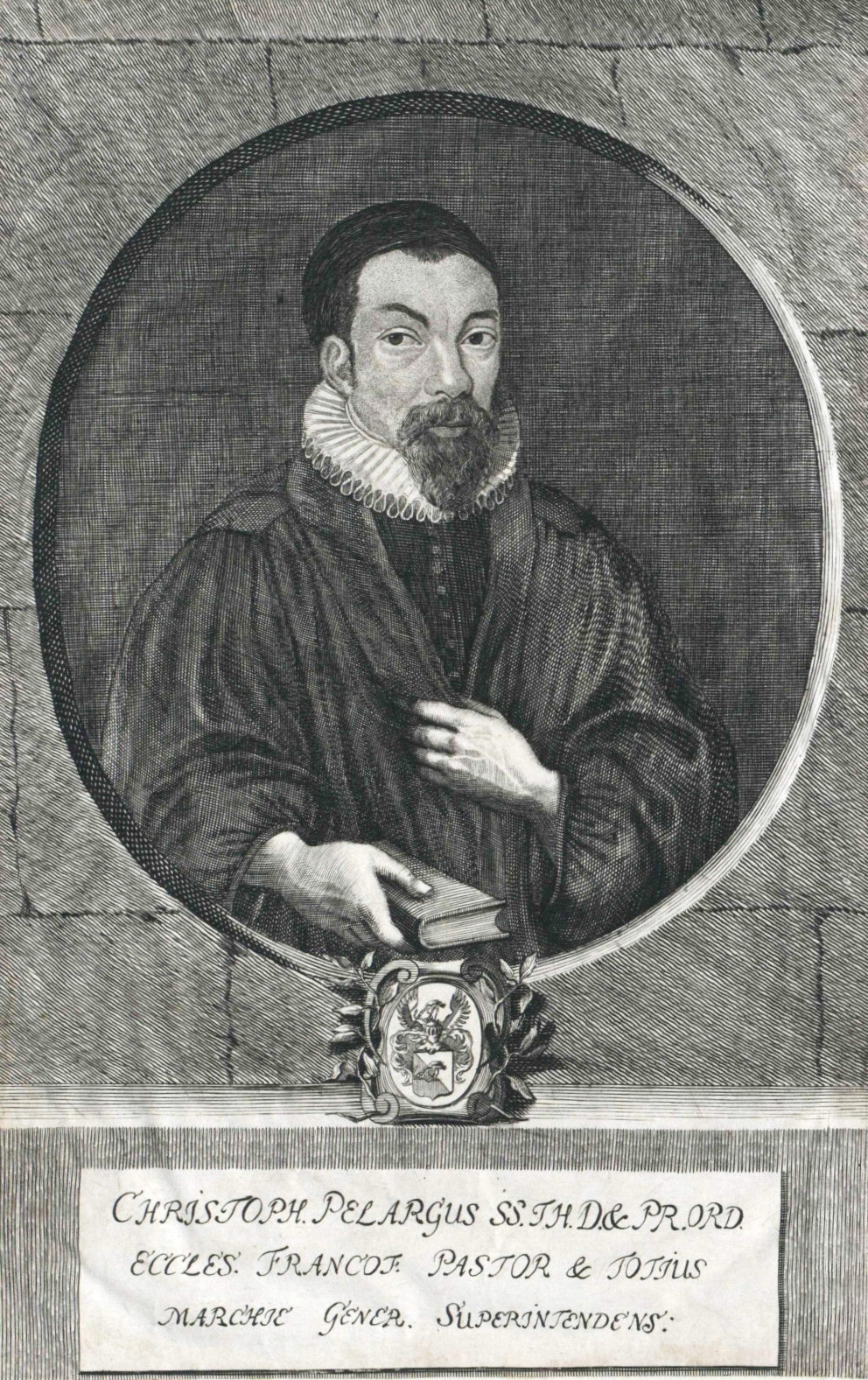
Christoph Pelargus

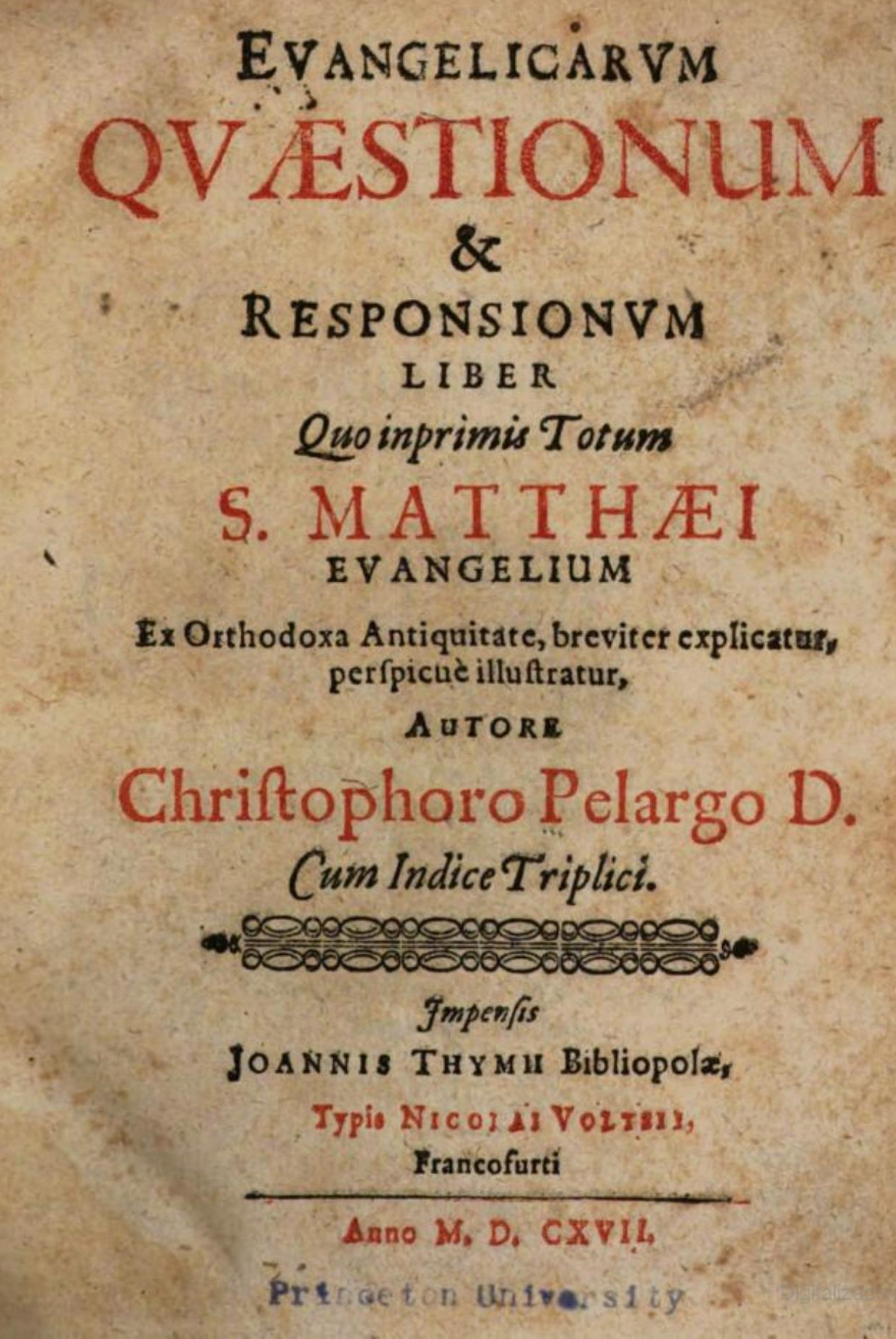

Christoph Pelargus (auch: Storch; * 3. August 1565 in Schweidnitz; † 10. Juni 1633 in Frankfurt (Oder)) war ein deutscher evangelischer Theologe.

## Leben
Der Sohn des Superintendenten in Schweidnitz Johannes Pelargus und dessen Frau Agnes, der Witwe des Pfarrers Kaspar Libitius in Liebenthal im Löwenbergischen Kreis und Tochter des Mag. Laurentius Heidenreich, besuchte die Stadtschule seiner Heimatstadt. 1581 schickte ihn sein Vater an das Elisabethgymnasium in Breslau. Hier dürfte er noch Petrus Vincentius kennengelernt haben, der damals noch Rektor des Gymnasiums war, bevor Nikolaus Steinberger (1543–1610) dieses Amt übernahm. In Breslau verdiente er sich als Privatlehrer einiges dazu und lernte die konfessionellen Auseinandersetzungen seiner Zeit kennen.
Ostern 1583 begann er ein Studium der philosophischen und theologischen Wissenschaften an der Universität Frankfurt/Oder, wo er bei Christoph Albinus (Weiss) Hauslehrer wurde. Er hörte dort Andreas Wencelius (1549–1613), David Origanus, Andreas Sartorius (1562–1617) und Michael Haslob. 1584 erwarb er den akademischen Grad eines Magisters der Philosophie. Nachdem er einige Disputationen abgehalten hatte, fand er 1585 Zugang zum Senat der philosophischen Fakultät und wurde nach Johannes Craigus 1586 Professor für aristotelische Logik.
1589 erwarb er das Lizentiat, im selben Jahr promovierte er zum Doktor der Theologie und 1591 wurde er Professor an der theologischen Fakultät in Frankfurt/Oder. Nach dem Tod von Christoph Corner wurde er vom brandenburgischen Kurfürsten Johann Georg am 1. Januar 1596 zum Generalsuperintendenten der Mark Brandenburg berufen. 1603 erwarb er von Michael Bolfras das repräsentative sogenannte Bolfrashaus am Markt in Frankfurt (Oder). 1607 wurde er zudem Inspektor des Gymnasiums in Joachimstal, welches er mitbegründete.
Als Johann Georgs Enkel Johann Sigismund, der 1608 Kurfürst geworden war, Ende 1613 zum reformierten Bekenntnis übertrat und seine neue Konfession durch Einsetzung reformierter Hofprediger förderte, setzte Pelargus dem nur geringen Widerstand entgegen. Darauf wurde er von lutherischen Theologen vor allem aus Kursachsen, Pommern und Mecklenburg des Verrats am Luthertum beschuldigt. Pelargus, der schon 1591 im Konfessionsstreit die vermittelnde Haltung Philipp Melanchthons eingenommen hatte, bekannte sich in seiner Verteidigungsschrift zum friedlichen Miteinander der lutherischen und reformierten Konfession. Eine 1616 vorgenommene Neubearbeitung seines theologischen Kompendiums zeigte deutlich, wie er in das reformierte Lager übergegangen war.
Seit 1614 lebte Pelargus wieder in Frankfurt an der Oder, wo er neben dem Generalsuperintendentenamt auch als Oberpfarrer und Theologieprofessor an der seit 1616 reformierten Landesuniversität wirkte. Insgesamt sechsmal (1590, 1598, 1608, 1616, 1624 und 1633) amtierte er als Rektor der Universität.
Die reichhaltige Bibliothek, welche Pelargus gesammelt hatte, wurde von seinen Erben der Universität übergeben und ist mit dieser 1811 nach Breslau übergesiedelt.

## Familie
Pelargus heiratete am 12. Dezember 1586 Elisabeth Weiss (auch: Albinus; * 10. Februar 1568 in Frankfurt/Oder; † 14. Januar 1630 ebenda), die Tochter des Theologieprofessors Christoph Albinus und dessen Frau Eva, der Tochter des Frankfurter Stadtschreibers und Ratsherrn Johannes Poppe und dessen Frau Magaretha Segerstein. Aus der Ehe stammen zwölf Kinder. Von diesen kennt man:
- Johann Pelargus (* 17. Juni 1587 in Frankfurt/O.; † 10. Juli 1624 ebenda, begr. 14. Juli in Oberkirche Frankfurt/Oder) Mag. phil. und Dr. med. Prof. in Frankfurt Oder verh. 28. Februar 1620 in Cottbus mit Daelala, Tochter des Ratsherrn in Alten-Stettin Georg Straupitz, Ehe kinderlos
- Christoph Pelargus (* 19. Januar 1589 in Frankfurt/Oder; † 1599 in Schweidnitz)
- Christian Pelargus (* 5. Dezember 1592 in Frankfurt/O.; † 31. März 1593 ebenda)
- Daniel Pelargus (* 9. März 1596 in Frankfurt/O.; † 10. Mai 1604 ebenda)
- Christoph Pelargus II. (* u. † 8. März 1604 Frankfurt/O.)
- Gottlieb Pelargus (* 5. Juli 1605 in Frankfurt/O.; † 30. März 1672 ebenda begr. 9. April ebd.) Mag. phil. und Dr. theol. Prof. theol. Uni Frankfurt Oder
- Elisabet Pelargus verh. 15. Mai 1609 mit Dr. jur. Prof. Frankfurt/o. Benedikt Stymmel
- Christina Pelargus (* 21. Februar 1594 in Frankfurt/O; † 26. Mai 1653 ebenda) verh. 22. November 1619 mit dem Syndikus der Universität Frankfurt/O. Dr. Elias Rewald
- totgeborene Tochter († 7. September 1597 in Frankfurt/O.)
- Heva (Eva) Pelargus (* 19. Dezember 1598 in Frankfurt/O. † 11. August 1600 ebenda)
- Euphrosyna Pelargus
- Dorothea Pelargus